# Première Division (2000/2001)
Sezon 2000/01 Division 1 – rozgrywki pierwszej ligi piłkarskiej we Francji w sezonie 2000/01. Zwyciężył klub FC Nantes.

## Tabela końcowa
|    | Klub               | Pkt | M  | Z  | R  | P  | G+ | G− | +/− | Śr. liczba kibiców | Komentarz                                                      |
| -- | ------------------ | --- | -- | -- | -- | -- | -- | -- | --- | ------------------ | -------------------------------------------------------------- |
| 1  | FC Nantes          | 68  | 34 | 21 | 5  | 8  | 58 | 36 | +22 | 32058              | Mistrz Francji Faza grupowa Ligi MIstrzów                      |
| 2  | Olympique Lyon     | 64  | 34 | 17 | 13 | 4  | 57 | 30 | +27 | 34565              | Faza grupowa Ligi Mistrzów i zwycięzca Coupe de la Ligue       |
| 3  | Lille OSC          | 59  | 34 | 16 | 11 | 7  | 43 | 27 | +16 | 17069              | Liga Mistrzów 3. runda kwalifikacyjna                          |
| 4  | Girondins Bordeaux | 57  | 34 | 15 | 12 | 7  | 48 | 33 | +15 | 29363              | Puchar UEFA                                                    |
| 5  | CS Sedan           | 52  | 34 | 14 | 10 | 10 | 47 | 40 | +7  | 14294              | Puchar UEFA                                                    |
| 6  | Stade Rennais      | 50  | 34 | 15 | 5  | 14 | 46 | 37 | +9  | 19457              | Puchar Intertoto                                               |
| 7  | Troyes AC          | 46  | 34 | 11 | 13 | 10 | 45 | 47 | -2  | 14940              | Puchar Intertoto                                               |
| 8  | SC Bastia          | 45  | 34 | 13 | 6  | 15 | 45 | 41 | +4  | 7358               | Puchar Intertoto                                               |
| 9  | Paris SG           | 44  | 34 | 12 | 8  | 14 | 44 | 45 | -1  | 42759              |                                                                |
| 10 | EA Guingamp        | 44  | 34 | 11 | 11 | 12 | 40 | 48 | -8  | 13067              |                                                                |
| 11 | AS Monaco          | 43  | 34 | 12 | 7  | 15 | 53 | 50 | +3  | 9003               | Puchar UEFA (finalista Coupe de la Ligue)                      |
| 12 | FC Metz            | 42  | 34 | 11 | 9  | 14 | 35 | 44 | -9  | 18388              |                                                                |
| 13 | AJ Auxerre         | 41  | 34 | 11 | 8  | 15 | 31 | 41 | -10 | 10514              |                                                                |
| 14 | RC Lens            | 40  | 34 | 9  | 13 | 12 | 37 | 39 | -2  | 39638              |                                                                |
| 15 | Olympique Marsylia | 40  | 34 | 11 | 7  | 16 | 31 | 40 | -9  | 50814              |                                                                |
| 16 | Toulouse FC        | 37  | 34 | 9  | 10 | 15 | 34 | 49 | -15 |                    | Spadek do Championnat National                                 |
| 17 | AS Saint-Étienne   | 34  | 34 | 8  | 10 | 16 | 42 | 56 | -14 |                    | Spadek do Division 2                                           |
| 18 | RC Strasbourg      | 29  | 34 | 7  | 8  | 19 | 28 | 61 | -33 |                    | Spadek do Division 2 i Puchar UEFA (zwycięzca Coupe de France) |

## Awans do Division 1
- FC Sochaux-Montbéliard
- FC Lorient
- Montpellier HSC

## Nalepsi strzelcy
| Miejsce | Piłkarz             | Narodowość                              | Klub                | Gole |
| ------- | ------------------- | --------------------------------------- | ------------------- | ---- |
| 1       | Sonny Anderson      | Brazylia                                | Olympique Lyon      | 22   |
| 2       | Pedro Pauleta       | Portugalia                              | Girondins Bordeaux  | 20   |
| 3       | Frédéric Née        | Francja                                 | SC Bastia           | 16   |
| 4       | Victor Bonilla      | Kolumbia                                | Toulouse FC         | 15   |
| 5       | Gérald Baticle      | Francja                                 | FC Metz             | 14   |
| 5       | Laurent Robert      | Francja                                 | Paris Saint-Germain | 14   |
| 7       | Alex                | Brazylia                                | AS Saint-Étienne    | 13   |
| 8       | Bruno Rodriguez     | Francja                                 | EA Guingamp         | 12   |
| 8       | Steve Marlet        | Francja                                 | Olympique Lyon      | 12   |
| 8       | Shabani Nonda       | Demokratyczna Republika Konga · Burundi | AS Monaco           | 12   |
| 8       | Olivier Monterrubio | Francja                                 | FC Nantes           | 12   |
| 8       | Sladjan Djukic      | Serbia                                  | Troyes AC           | 12   |
| 13      | Stéphane Guivarc'h  | Francja                                 | AJ Auxerre          | 11   |
| 13      | Viorel Moldovan     | Rumunia                                 | FC Nantes           | 11   |
| 15      | Fabrice Fiorèse     | Francja                                 | EA Guingamp         | 10   |
| 15      | Pierre-Yves André   | Francja                                 | SC Bastia           | 10   |
| 15      | Cyril Chapuis       | Francja                                 | Stade Rennais       | 10   |
| 15      | Cédric Mionnet      | Francja                                 | CS Sedan            | 10   |
| 15      | Pius N’Diefi        | Kamerun                                 | CS Sedan            | 10   |